# 토카트주

토카트주의 위치

토카트주(튀르키예어: Tokat ili)는 튀르키예 북부에 위치한 주로, 흑해 지역에 속한다. 주도는 토카트이며 면적은 9,959km2, 인구는 869,422명(2006년 기준), 자동차 번호는 60번, 시외전화 지역번호는 0356번이다. 북서쪽으로는 아마시아주, 남서쪽으로는 요즈가트주, 남동쪽으로는 시바스주, 북동쪽으로는 오르두주와 접하며 12개 군을 관할한다. 튀르키예의 수도인 앙카라에서 422km 정도 떨어진 곳에 있다.